# Jorge Carvallo Delfín
Jorge Alejandro Carvallo Delfín (26 de mayo de 1974) es un político mexicano, exmiembro del Partido Revolucionario Institucional. Ha sido, entre otros cargos, presidente estatal del PRI en Veracruz y Secretario de Desarrollo Social del mismo estado; es diputado federal para el periodo de 2015 a 2018.

## Estudios
Jorge Carvallo Delfín es abogado egresado de la Universidad Nacional Autónoma de México, donde además se desempeñó como consejero universitario. Tiene además estudios de diplomados en Gestión y Desarrollo; Atención a la Discapacidad; y Marketink Electoral, así como Maestría en Alta Dirección de Gobierno y Políticas Públicas.

## Carrera política
Militó del PRI desde 1992 hasta el 21 de diciembre de 2023, ha ocupado numerosos cargos en la estructura del partido tanto en el estado de Veracruz como a nivel nacional. De 1992 a 1995 fue asesor del oficial mayor de la Secretaría de Agricultura, Ganadería y Desarrollo Rural.
De 2000 a 2003 y de ese año a 2004 ocupó el cargo de secretario particular de legisladores. De 2004 a 2006 fue representante del Secretario de Gobierno del estado de México en el Valle de México y de ese año a 2008 fue coordinador ejecutivo de agenda del gobernador de Veracruz Fidel Herrera Beltrán y secretario técnico del Fideicomiso de Bursatilización de la Tenencia Vehicular.
De 2008 a 2010 fue presidente del comité estatal del PRI en Veracruz, y de ese año a 2013 fue elegido diputado al Congreso de Veracruz, donde ocupó la presidencia de la Junta de Coordinación Política.
En 2013 fue nombrado secretario particular adjunto del gobernador de Veracruz, Javier Duarte de Ochoa, y en 2014 por nombramiento del mismo gobernador, pasó a ocupar el cargo de Secretario de Desarrollo Social del estado de Veracruz.
Renunció al cargo en 2015 y fue postulado candidato del PRI a diputado federal por el Distrito 19 de Veracruz; electo a la LXIII Legislatura de ese año a 2018. En la Cámara de Diputados ocupa el cargo de secretario de la comisión de Agricultura y Sistemas Riego, e integrante de las comisiones del Café, de Desarrollo Social, y de Recursos Hidráulicos.

### Acusaciones de corrupción
Ha sido señalado como presunto cómplice en las acusaciones de corrupción y enriquecimiento ilícito hechas a Javier Duarte de Ochoa, en particular por estar ligado a empresas señaladas por vender medicamento falsificado al gobierno de Veracruz.